# Vliegeniersbuurt (Utrecht)
De Vliegeniersbuurt is een buurt in de Utrechtse subwijk Zuilen. De buurt ligt ingeklemd tussen de buurten "het Zand" en De Lessepsbuurt.

## Geschiedenis
De Vliegeniersbuurt is in de jaren 1930 gebouwd op initiatief van Woningbouwvereniging Zuilen. Deze woningbouwvereniging was opgericht voor de arbeiders en andere medewerkers van de fabrieken Werkspoor en Demka, die beide in de jaren 1910 vanuit Amsterdam en Hoogezand-Sappemeer naar Zuilen verhuisden. De eerste wijk die voor deze arbeiders gebouwd werd was De Lessepsbuurt, een tuindorp met ruimte voor moestuinen en fruitbomen, zodat de arbeiders deels hun eigen voedsel konden verbouwen. De Vliegeniersbuurt is anders van opzet dan De Lessepsbuurt. De Vliegeniersbuurt is gepland als woningproject voor het middenkader en andere bureauwerkers. Deze werknemers, die vaker een hoger loon kregen, hadden minder behoefte aan het onderhouden van een eigen moestuin en daarom heeft een deel van de woningen geen voortuin gekregen. De woningen zijn wel groter qua oppervlak en inhoud en zijn gebouwd in de traditionalistische stijl van de Delftse School door de Zuilense gemeentearchitect W.C. van Hoorn. In de eerste jaren stond de wijk bekend als Mariendaal. Al voor de Tweede Wereldoorlog kwam de naam Vliegeniersbuurt in zwang.
De huidige Utrechtse wijk Zuilen vormde tot 1954 samen met het dorp Oud-Zuilen en een gedeelte van Lage Weide de zelfstandige gemeente Zuilen.

## Vliegeniers

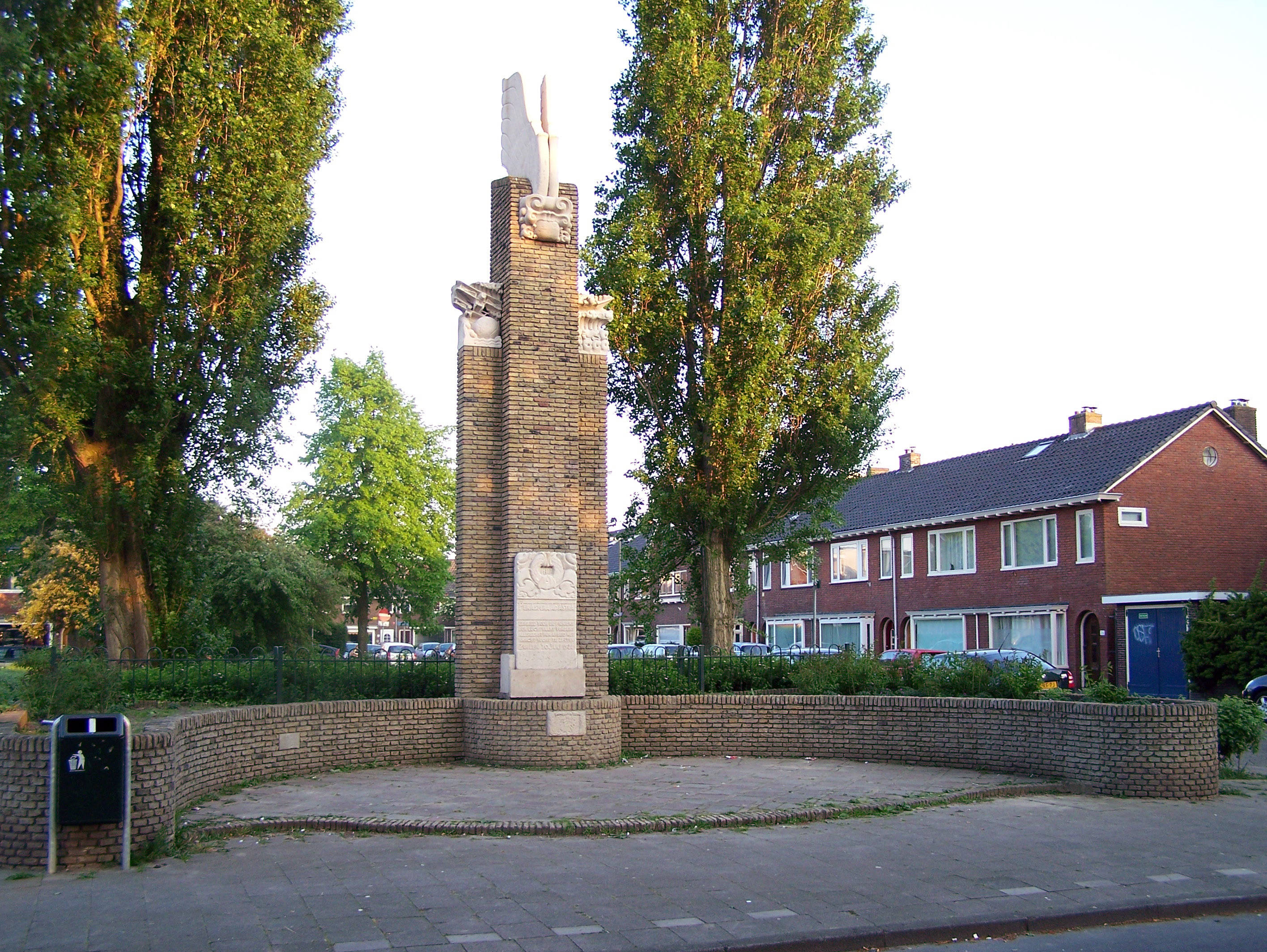
Vliegermonument aan de Clément van Maasdijkstraat

Bijna alle straten in de Vliegeniersbuurt zijn vernoemd naar personen die een belangrijke rol gespeeld hebben in de pionierstijd van de Nederlandse luchtvaart. Voorbeelden zijn de A.H.G. Fokkerstraat, F. Koolhovenstraat en de Bernard de Waalstraat. 
Ter ere van deze pioniers is aan de Clément van Maasdijkstraat het Vliegermonument neergezet, een ruimtelijke sculptuur ontworpen door gemeentearchitect W.C. van Hoorn. De gebeeldhouwde zandstenen elementen zijn vervaardigd door Jo Uiterwaal.

## Bekende inwoners
Jan van der Horst was een van de pioniers van het Nederlandse judo. In zijn woonkamer leerde hij onder andere Anton Geesink en Joop Mackaay de eerste beginselen van de sport.